# Tori Kudo
Tori Kudo (工藤冬里)) est un musicien, compositeur et potier japonais, actif depuis les années soixante-dix, et surtout connu pour son travail remarquablement naïf dans le groupe Maher Shalal Hash Baz.

## Référence
- (en) Cet article est partiellement ou en totalité issu de l’article de Wikipédia en anglais intitulé « Tori Kudo » (voir la liste des auteurs).